# كريستوفر ر. هارت
كريستوفر ر. هارت (بالإنجليزية: Chris Hart)‏ هو سياسي أمريكي، ولد في 22 سبتمبر 1972 في كولومبيا في الولايات المتحدة. حزبياً، نشط في الحزب الديمقراطي. وقد انتخب عضو مجلس نواب كارولاينا الجنوبية.